# فاليري ثورنتون
فاليري ثورنتون (بالإنجليزية: Valerie Thornton)‏ هي رسامة بريطانية، ولدت في 13 أبريل 1931، وتوفيت في 13 مارس 1991.